# Вайсман, Мария Луиза
Мария Луиза Вайсман (нем. Maria Luise Weissmann; 20 августа 1899, Швайнфурт — 7 ноября 1929, Мюнхен) — немецкая поэтесса.

## Биография
Родилась в семье учителя гимназии. Семья жила в Швайнфурте, но с началом Первой мировой войны Вайсманы переселились в Нюрнберг. Там, в газете «Франконский курьер» появились первые публикации её произведений. Георг Бриттинг опубликовал четыре её стихотворения в журнале «Die Sichel», после чего Мария Луиза устроилась работать секретарём в нюрнбергский Литературный союз. Там она познакомилась со своим будущим мужем, писателем Людвигом Бахмайром.
В 1919 году Вайсман переехала в Мюнхен, где работала в книжной торговле. Там она вступила в недолго просуществовавший «Союз за буддистскую жизнь» и революционную группу «Молодая Франкония» (нем. Das junge Franken). В последующие годы состоялись её публикации в местной прессе. Во время революции жених поэтессы Людвиг Бахмайр примкнул к Баварской советской республике, за что был позднее посажен в тюрьму. Пожениться им удалось только после освобождения Людвига в 1922 году. Пара переезжала из города в город, однако в творческом плане это были самые продуктивные годы для Марии Луизы Вайсман.
В 1929 году поэтесса скоропостижно скончалась от ангины, осложнённой сепсисом. Похоронена в Мюнхене на кладбище Вальдфридхоф.

## Творчество
В 1922 году вышла её первая книга «Пир поутру» (нем. Das frühe Fest). Критика отмечала влияние Рильке и Гофмансталя, однако стихотворения Вайсман по стилю ближе к ранним экспрессионистам, Траклю и Гейму. Спустя год она напечатала небольшую повествовательную поэму «Робинзон», в которой в философском ключе переосмыслен сюжет романа Даниеля Дефо. Последней прижизненной публикацией Вайсман стал цикл сонетов «Маленькая коллекция кактусов» (1926).
Лишь после смерти поэтессы о ней заговорили как о значительном явлении в немецкоязычной поэзии. Посмертный сборник «Избранные стихотворения» (1932) был встречен положительными отзывами в прессе. Обозреватель «Berliner Börsenzeitung» даже назвал Вайсман «величайшей немецкой поэтессой со времён Дросте-Хюльсхоф», в рецензии «Der Deutsche Rundfunk» отмечалось, что небольшое наследие автора, тем не менее, имеет большое значение. В том же году муж поэтессы Бахмайр выпустил в собственном издательстве небольшую книгу воспоминаний и мемуаров, посвящённую ей. Также наследие поэтессы было выпущено в сборнике «Имаго», выдержавшем несколько переизданий.
В наши дни творчество Вайсман было заново открыто, в 2000-х годах вышло несколько изданий её избранных сочинений.

## Произведения
Прижизненные и посмертные издания
- Das frühe Fest. Gedichte. Pasing bei München, Bachmair 1922. 43 S.
- Robinson. Eine Dichtung. Münchener Liebhaber-Drucke (Neue Folge). Band 2. Pasing bei München, Bachmair 1924.
- Mit einer kleinen Sammlung von Kakteen. Privatdruck für die Gesellschaft Münchener Bücherfreunde. Pasing bei München, Bachmair 1926.
- Imago. Ausgewählte Gedichte. Hrsg. mit einem Nachwort von Heinrich F.S. Bachmair. Starnber, Bachmair, Starnberg 1946 (1929). 108 S.
- Gesammelte Dichtungen. Mit 2 Photographien von Mary Hausner. Pasing bei München, Bachmair 1932. 199 S. Gesamtauflage 800 Exemplare.
- Gartennovelle. Eine Dichtung. Söcking, Bachmair 1949. 35 S.

Современные переиздания
- „Ich wünsche zu sein, was mich entflammt“. Gesammelte Werke. Hg. Hartmut Vollmer. Elfenbein, Berlin 2004, ISBN 3-932245-68-7.
- Ausgewählte Gedichte. Degener, Potsdam 2010, ISBN 978-3-940531-20-9.

На русском языке
- М. Л. Вайсман. Лесное сердце (Стихотворения) / пер. и вступ. ст. А. Чёрного // Новый мир. №4, 2018.
- М. Л. Вайсман. Стихотворения на сайте Общества Георга Гейма / пер. А. Чёрного.

## Исследования и мемуары
- Maria Luise Weissmann zum Gedächtnis (недоступная ссылка). Herausgegeben von Heinrich F. S. Bachmair. Pasing 1932.